# Dani Karavan
Pour les articles homonymes, voir Karavan.

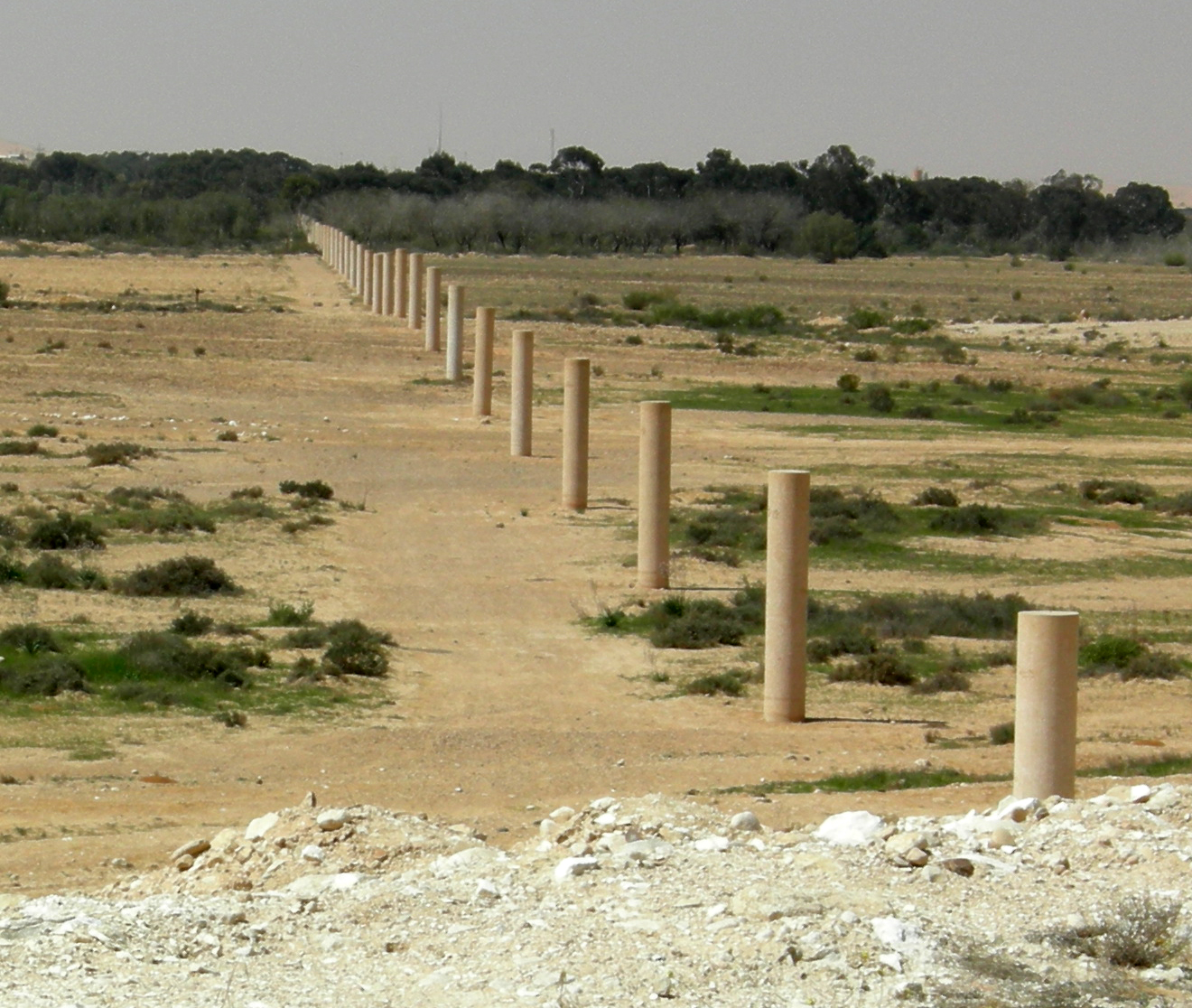
"Way of Peace" (1996-2000).

Dani Karavan, né le 7 décembre 1930 à Tel-Aviv et mort le 29 mai 2021, est un artiste plasticien et sculpteur israélien.

## Biographie
Il fait ses études à l'École des beaux-arts à Tel-Aviv et Jérusalem, puis à l'Académie des beaux-arts de Florence, et à l'Académie de la Grande Chaumière à Paris. Il représente Israël à la Biennale de Venise en 1976 ; il est présent à la documenta 6 à Cassel en 1977. Il est notamment professeur invité à l'École des beaux-arts de Paris en 1984. 
Il a reçu le prix Israël en 1977, et en 1998 le Praemium Imperiale au Japon (équivalent du prix Nobel pour les arts).
Il est élu membre de l'Académie des arts de Berlin en 2008.

## Œuvres

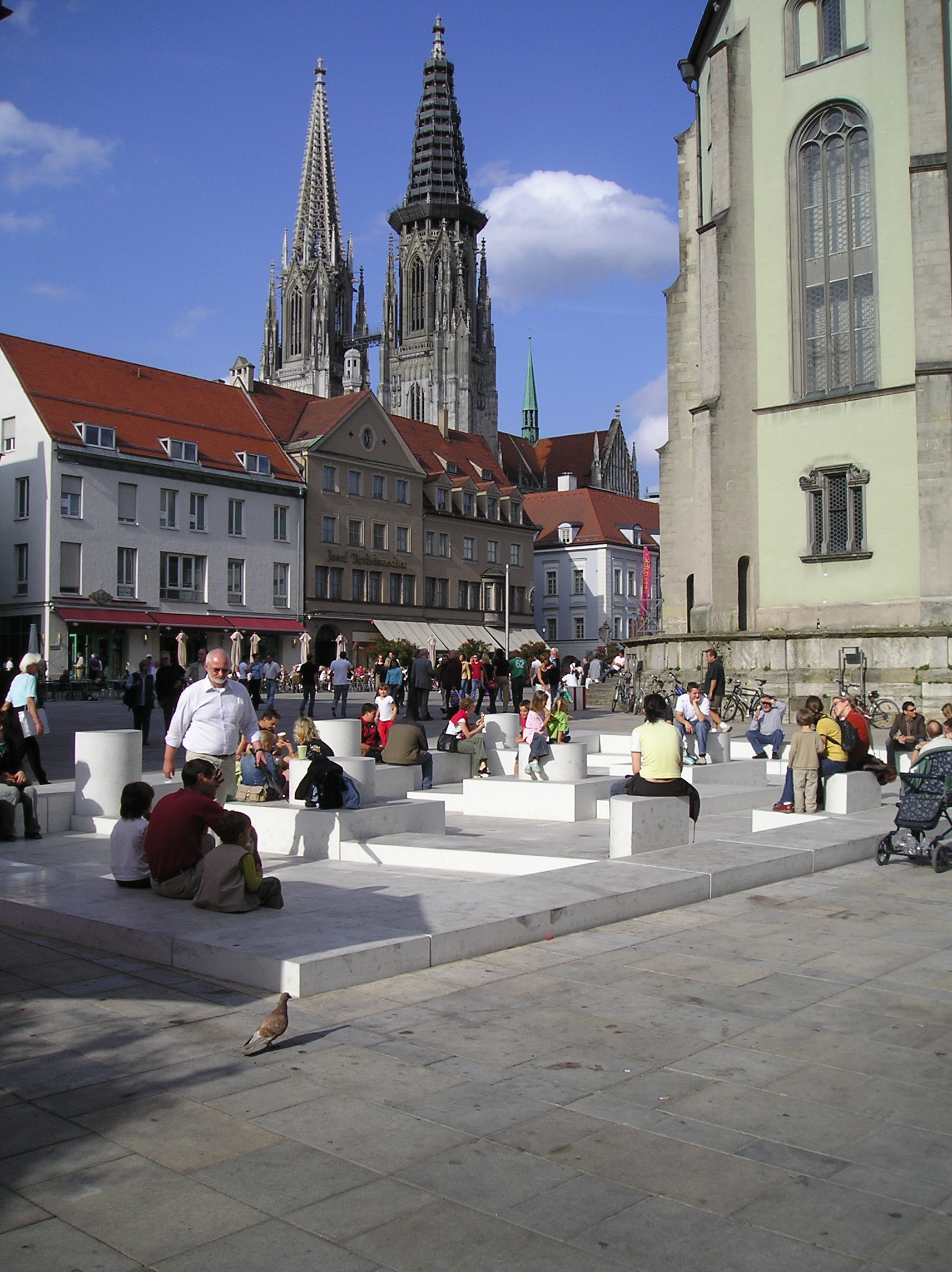
Misrach, à Ratisbonne.

Renommées, ses réalisations monumentales se veulent plus une invitation au voyage qu'une réalisation que l'on observe : le visiteur est invité à se déplacer au sein du complexe formé. On note aussi qu'il utilise souvent des matériaux de matière brute, tels que l'eau, le sable, le béton, l'acier… ou même le vent. Voici quelques-unes de ses œuvres et expositions :
- Sculpture-environnement dans le désert du Néguev, Israël, de 1963 à 1968 ;
- Bas-relief de la Knesset, Jérusalem, 1965 ;
- décors pour la compagnie de danse Martha Graham, New York, de 1962 à 1974 ;
- Axe majeur, perspective urbaine à Cergy, à partir de 1980 (projet toujours en cours) ;
- Installation laser entre le Musée d'art moderne de la ville de Paris, la Tour Eiffel et la Défense en 1983 ;
- Way of light - Hommage au Roi Sejjong, sculpture environnementale, Parc olympique, Séoul, Corée du Sud, de 1987 à 1988 ;
- Chemin des Droits de l'Homme, sculpture environnementale, Germanisches Nationalmuseum, Nuremberg, de 1989 à 1993 ;
- Passages, monument en mémoire de Walter Benjamin, Portbou, Espagne, de 1990 à 1994 ;
- Le Square de la tolérance et les jardins de l'Unesco, Paris, de 1993 à 1998 ;
- Ma'ayan, sculpture environnementale dédiée aux victimes de Hiroshima, Musée d'art de Miyagi, Sendai, Japon, de 1993 à 1995 ;
- Hommage aux anciens détenus du Camp de Gurs, sculpture environnementale, Gurs, France, 1994 ;
- Chemin de la Paix, sculpture environnementale sur 3 km, Nitzana, Israël, de 1996 2000 ;
- Murou Art Forest, sculpture environnementale, Village de Murou, Préfecture de Nara, Japon, de 1998 à 2006 ;
- Back-Home, sculpture fontaine, Villa Pecci, Florence, Italie, de 2006 à 2009 ;
- Homage for the holocaust of the Sinti and Roma, sculpture environnementale, Berlin, Allemagne, de 2001 à 2012 ;

En mars 2023, des activistes écologistes du Soulèvement de la dernière génération aspergent d’un liquide noir le monument, baptisé « Grungesetz 49 » en référence à la loi constitutionnelle mise en œuvre en Allemagne de l'Ouest en 1949, œuvre de Dani Karavan située à proximité du Bundestag, à Berlin, suscitant l’indignation de la classe politique allemande.

## Expositions
- Deux environnements pour la paix, exposition monographique, à Forte di Belvedere, Florence, Italie, 1978 ;
- Venice Museum Time, exposition collective, 40e Biennale de Venise, Italie, 1980 ;
- Réflexion/Réflection, Musée d'Art Moderne de la Ville de Paris, 10e anniversaire de l'ARC, Paris, France, 1983 ;
- De la Bible à nos jours, exposition collective, Grand Palais, Paris, France, 1985 ;
- Questions d'Urbanisme, exposition collective, Galerie Jeanne Bucher, Paris, France, 1986 ;
- Utopic design of Koenigstrasse, exposition  collective, documenta 8, Kassel, Allemagne, 1987 ;
- From Chagall to Kitaj- Jewish Experience in 20th Century Art, exposition collective, Barbican Art Gallery, Londres, Grande-Bretagne, 1990 ;
- Retrospective, exposition monographique, Musée d'art moderne, Goslar, Allemagne, 1995 ;
- Passages- Hommage à Walter Benjamin, exposition monographique, Musée d'art de Tel-Aviv, Israël, de 1997 à 1998 ;
- Dani Karavan Site Specific Works, exposition monographique, Musée national d'architecture, Moscou, Russie,  2002 ;
- Dani Karavan- Retrospective, Musée d'art de Tel-Aviv, Israël, 2007 ;
- Dani Karavan, Gedenkorte und Environments, exposition monographique, Lutherkirche, Cologne, Allemagne, 2011 ;

## Honneurs et récompenses
- Grand prix d'Israël pour les arts, les sciences et la culture, Israël, 1977
- Prix de l'architecture en marbre d'Europe de l'Ouest, Carrare, Italie, 1987
- Médaille d'argent de l'Académie d'architecture, Paris, 1992
- Goslar Kaiser Ring, prix pour les arts visuels, Allemagne, 1996
- Premier « Artiste pour la paix », Unesco, 1996
- Praemium Imperiale, Japon, 1998
- Médaille Goethe, Allemagne, 1999
- Docteur honoris causa, université hébraïque de Jérusalem, Israël, 1999
- Membre de l'Academia del Disegno, Florence, Italie, 2000
- Prix Piepenbrock pour la sculpture, Berlin, Allemagne, 2004
- Prix Michel-Ange, Carrare, Italie, 2005
- Docteur honoris causa en philosophie, université Ben Gourion du Néguev, Beer-Sheva, Israël, 2008

## Décorations
- Chevalier de l'ordre des Arts et des Lettres, France, 1973
- Officier de l'ordre des Arts et des Lettres, promotion du 19 novembre 1984 par Jack Lang, ministre de la Culture, France, 1984
- Commandeur de l'ordre des Arts et des Lettres, promotion du 19 février 1993 par Jack Lang, ministre de l’Éducation nationale et de la Culture, France, 1993[3]
- Commandeur de l'ordre Pour le Mérite , remise par le président de la République fédérale, Allemagne, 2007
- Ordre du Mérite civil, Espagne, 2010
- Chevalier de la Légion d'honneur, 2014